# المدرسة (العدين)

تعديل مصدري - تعديل

المدرسة إحدى حارات مدينة العدين بمحافظة إب، بلغ تعداد سكانها 608 نسمة حسب تعداد اليمن لعام 2004.